# 일본의 텔레비전 드라마 목록/ㄱ
일본의 텔레비전 드라마 목록 (ㄱ)에서는 ㄱ으로 시작되는 제목의 일본의 드라마를 서술한다.

## 가
- 가면 티처
- 가정부 미타
- 가족 게임
- 가족 사냥
- 가족의 노래
- 가족의 형태
- 가족팔경
- 강철의 여자
- 개구리 왕녀님

## 거
- 거수특수 저스피온
- 거짓말의 전쟁
- 건달군과 안경양
- 걸 서클
- 검은 여교사
- 겁쟁이 페달
- 겨울의 벚꽃
- 결혼 못하는 남자 (2006년 드라마)
- 결혼하지 않는다

## 고
- 고교입시 (드라마)
- 고독한 미식가
- 고스트라이터 (드라마)
- 고잉 마이 홈
- 고쿠센
- 골든볼 (드라마)
- 괴물군 (드라마)
- 교토지검의 여자

## 구
- 구름계단 (소설)
- 구명 병동 24시
- 굿 닥터 (2018년 드라마)
- 굿 럭!!
- 굿 파트너 무적의 변호사

## 그
- 그래도, 살아간다
- 그와 그녀의 사정 (드라마)
- 극악 간보

## 기
- 길티 악마와 계약한 여자

## ㄲ
- 깨끗하고 연약한
- 꺽이지 않는 여자
- 꽃보다 남자 (일본의 드라마)
- 꿀맛~A Taste Of Honey~
- 끝에서 두번째 사랑 (일본의 드라마)